# (You Make Me Feel Like) A Natural Woman
«(You Make Me Feel Like) A Natural Woman» — песня, написанная Кэрол Кинг в соавторстве с Джерри Гоффином. Песня была написана для Ареты Франклин. Она вышла на отдельном сингле в 1967 году на лейбле Atlantic Records.
В 1999 году оригинальный сингл Ареты Франклин с этой песней (1967 год, Atlantic Records) был принят в Зал славы премии «Грэмми».
Кроме того, песня «(You Make Me Feel Like) A Natural Woman» в исполнении Ареты Франклин вместе с ещё тремя её песнями — «Chain of Fools», «I Never Loved a Man (The Way I Love You)» и «Respect» — входит в составленный Залом славы рок-н-ролла список 500 Songs That Shaped Rock and Roll.